# Ногалес (Аризона)
Ногалес (англ. Nogales) — місто (англ. city) в США, в окрузі Санта-Круз штату Аризона. Населення — 19 770 осіб (2020).

## Географія
Ногалес розташований за координатами 31°21′45″ пн. ш. 110°56′1″ зх. д. / 31.36250° пн. ш. 110.93361° зх. д. (31.362463, -110.933538).  За даними Бюро перепису населення США в 2010 році місто мало площу 53,97 км², з яких 53,92 км² — суходіл та 0,05 км² — водойми.

### Клімат
| Клімат : Ногалес        | Клімат : Ногалес | Клімат : Ногалес | Клімат : Ногалес | Клімат : Ногалес | Клімат : Ногалес | Клімат : Ногалес | Клімат : Ногалес | Клімат : Ногалес | Клімат : Ногалес | Клімат : Ногалес | Клімат : Ногалес | Клімат : Ногалес | Клімат : Ногалес |
| Показник                | Січ.             | Лют.             | Бер.             | Квіт.            | Трав.            | Черв.            | Лип.             | Серп.            | Вер.             | Жовт.            | Лист.            | Груд.            | Рік              |
| Абсолютний максимум, °C | 31,1             | 31,7             | 35,0             | 37,8             | 41,7             | 44,4             | 42,8             | 42,2             | 40,6             | 38,3             | 33,9             | 28,9             | 44,4             |
| Середній максимум, °C   | 17,4             | 19,3             | 21,6             | 25,6             | 29,7             | 34,8             | 34,3             | 32,8             | 31,9             | 27,8             | 22,4             | 18,2             | 26,3             |
| Середній мінімум, °C    | −1,8             | −0,6             | 1,5              | 4,4              | 8,0              | 13,5             | 18,1             | 16,8             | 13,5             | 7,1              | 1,3              | −1,3             | 6,7              |
| Абсолютний мінімум, °C  | −14,4            | −12,8            | −10,6            | −13,9            | −4,4             | 1,1              | 6,7              | 4,4              | −1,1             | −7,2             | −13,3            | −20              | −20              |
| Норма опадів, мм        | 26               | 22               | 21               | 7                | 4                | 11               | 105              | 98               | 41               | 23               | 19               | 30               | 407              |
| ----------------------- | ---------------- | ---------------- | ---------------- | ---------------- | ---------------- | ---------------- | ---------------- | ---------------- | ---------------- | ---------------- | ---------------- | ---------------- | ---------------- |
| Джерело:                |                  |                  |                  |                  |                  |                  |                  |                  |                  |                  |                  |                  |                  |

## Демографія
Згідно з переписом 2010 року, у місті мешкало 20 837 осіб у 6601 домогосподарстві у складі 5114 родин. Густота населення становила 386 осіб/км².  Було 7260 помешкань (135/км²).
Расовий склад населення:
| - 71,7 % — білих - 0,7 % — корінних американців - 0,6 % — азіатів - 0,4 % — чорних або афроамериканців - 24,3 % — осіб інших рас |

До двох чи більше рас належало 2,4 %. Частка іспаномовних становила 95,0 % від усіх жителів.
За віковим діапазоном населення розподілялося таким чином: 31,8 % — особи молодші 18 років, 54,4 % — особи у віці 18—64 років, 13,8 % — особи у віці 65 років та старші. Медіана віку мешканця становила 34,0 року. На 100 осіб жіночої статі у місті припадало 85,1 чоловіків;  на 100 жінок у віці від 18 років та старших — 78,5 чоловіків також старших 18 років.
Середній дохід на одне домашнє господарство  становив 44 327 доларів США (медіана — 28 044), а середній дохід на одну сім'ю — 51 000 доларів (медіана — 32 997). Медіана доходів становила 32 245 доларів для чоловіків та 23 843 долари для жінок. За межею бідності перебувало 32,7 % осіб, у тому числі 43,3 % дітей у віці до 18 років та 29,7 % осіб у віці 65 років та старших.
Цивільне працевлаштоване населення становило 7172 особи. Основні галузі зайнятості: роздрібна торгівля — 24,7 %, освіта, охорона здоров'я та соціальна допомога — 15,3 %, мистецтво, розваги та відпочинок — 9,4 %, оптова торгівля — 9,3 %.